# فرایند بریجمن-استوکبرگ
اسم روش فرایند تک کریستال بریجمن-استوکبرگر از فیزیکدان دانشگاه هاروارد پرسی بریجمن(۱۸۸۲–۱۹۶۱) و دونالد استوکبرگر(۱۸۹۵–۱۹۵۲) فیزیکدان دانشگاه‌ام آی تی گرفته شده‌است. این روش شامل دو متود مشابه ولی مجزا می‌باشد که از آن‌ها برای بزرگ کردن بلور (شمش‌های تک بلور) استفاده می‌شود. از این روش برای جامدسازی شمش‌های پلی کریستال نیز می‌توان استفاده کرد.

## مراحل فرایند
در این روش، مواد اولیه پلی کریستال را تا بیشتر از نقطه ذوب آن گرم می‌کنیم و سپس آن را به آرامی از نقطهٔ انتهایی محفظه نگهدارنده مواد اولیه سرد می‌کنیم. در این روش درنقطهٔ انتهایی محفظه تک کریستال اولیه قرار دارد. با سرد شدن محفظه از نقطه‌ای که تک کریستال اولیه قرار دارد تک کریستال شروع به رشد می‌کند. رشد تک کریستال با همان ساختار بلور اولیه و در اطراف آن صورت می‌گیرد و تا جایی پیش می‌رود که به انتهای ظرف نگه دارنده برسد و آن را پر کند (همچنین مواد اولیهٔ آن تمام شود)

## موارد استفاده
روش بریجمن-استوکبرگر برای تولید انواعی ازتک کریستال‌های نیمه رسانا مانند گالیوم آرسنید و کریستال‌های پیزوالکتریک سرب منیزیم نیوبات- سرب تیتانات (PMN-PT), معروف می‌باشد. تولید این تک کریستال‌ها با روش دیگر تولید تک کریستال، روش چکرالسکی بسیار پیچیده‌تر از روش بریجمن-استوکبرگر می‌باشد. روش بریجمن-استوکبرگر روشی سریع تر برای تولید تک کریستال می‌باشد ولی در آن احتمال این وجود دارد که خواص تک کریستال تولید شده همگن نباشد.

## تفاوت روش استوکبرگر و بریجمن
در هر دو روش بریجمن و استوکبرگر از اختلاف دما و بوتهٔ متحرک استفاده می‌شود ولی در روش بریجمن از تفاوت غیرقابل کنترل در انتهای کوره استفاده می‌کند در صورتی که در روش استوکبرگر با استفاده از مغشوش‌کننده و دو کوره متصل شده به هم که یکی در دمای بالاتر از ذوب و دیگری در دمای پایین‌تر از دما ذوب کار می‌کند.

## PMN-PT
توسعهٔ پیوستهٔ در وسایل هدایت صوت از پایان جنگ جهانی دوم انجام شده‌است. این پیشرفت تا حد زیادی به خاطر قابلیت مواد بهبود یافته حاصل شده‌است. مثالی از این مواد بهبود یافته، سرامیک‌های پیزوالکتریک سرب زیرکونات تیتانات (PZT) می‌باشد که ماده‌ای شناخته شده می‌باشد. اخیراً پیشرفت‌ها در مورد رشد و شناسایی کریستال‌های پیزوالکتریک سرب منیزیم نیوبات- سرب تیتانات (PMN-PT) موجب توسعهٔ نسل بعدی وسایل انتقال صوت شده‌است.
تغییر اخیر در تمرکز از روی آب‌های آزاد به عملیات‌های مربوط به کرانه‌های ساحلی برای نیروی دریایی آمریکا موجب شده از تا نیاز بیشتری به سیستم‌های سونار (sonar systems) حس شود. مواد جدید با چگالی انرژی بالا و همچنین خواص بهبود یافته برای افزایش کارایی انتقال با استفاده از سونارها ضروری است. بهبود خواص مواد عبارتست از:
1. کرنش افزایش یافته به منظور افزایش سطح منابع صوتی
2. کوپل شدن الکترومکانیکی به منظور پهن شدن پنهای باند
3. چگالی انرژی افزایش یافته به منظور کاهش وزن انتقال دهنده و افزایش بازده
4. هیسترسیس کاهش یافته برای تولید پایداری حرارتی بالاتر
5. حساسیت افزایش یافته به منظور بهبود نسبت سیگنال به نویز

یک توسعهٔ بزرگ در این زمینه در کارگاه برنامه‌ریزی کریستال‌های پیزوالکتریک انتشار یافته‌است. این کارگاه به وسیلهٔ دفتر تحقیقات دریایی و در می ۱۹۹۷ برگزار گردیده است. تک کریستال‌های سرب منیزیم نیوبات- سرب تیتانات (PMN-PT) و کامپوزیت‌های سرب منیزیم نیوبات- سرب تیتانات (PMN-PT) شبه MPB (مرز فازی مرفوتروپیک) خواص پیزوالکتریک قابل توجهی از خود نشان می‌دهند یعنی تنش‌های القا شده با میدان الکتریکی در این مواد بیش از ۱٪ است و کوپل شوندگی الکترومکانیکی از ۹۰٪ فراتر می‌رود (این مقدار به ترتیب برای بهترین نوع از پیزوسرامیک‌های PZT، برابر با ۰٫۱ و ۷۰ تا ۷۵٪ است. (این کریستال‌های فروالکتریک رلاکسور دارای ساختار پروسکایت، فرصت‌های جدیدی را برای وسایل انتقال دهندهٔ صوت کنونی باز می‌کنند که در آن‌ها از سرامیک‌های PZT سنتی استفاده می‌شود اما در زمینهٔ استفاده در کاربردهای جدید، این مواد در التراسنیک‌های پزشکی، شناساگرهای غیر مخرب، اکتشافات مربوط به زمین لرزه در دریاها و برداشت انرژی (energy harvesting)، کاربرد دارند. این کریستال‌های جدید با خواص پیزوالکتریک استثنایی قادر اند تا انقلابی در زمینهٔ توسعهٔ نسل جدید وسایل انتقال دهندهٔ صوت ایجاد کنند؛ بنابراین، یک نیاز حیاطی برای توسعهٔ روش‌های رشد کریستال به منظور تولید کریستال‌های پیزوالکتریک در مقیاس صنعتی وجود دارد.

### چالش‌های موجود در زمینهٔ رشد کریستال‌ها ی بزرگ PMN-PT
اگر کلی صحبت کنیم، باید بگوییم: مشکلات ایجاد شده در حین رشد کریستال‌های با اندازهٔ درشت که دارای مواد سربدار هستند، پیچیدگی رفتار ترمودینامیکی و خواص فیزیکی این مواد می‌باشد. برای مثال، مشکلات متداول عبارتند از ذوب نامتجانس و رسانایی گرمایی پایین. ذوب نامتجانس یعنی این کریستال‌ها نمی‌توانند از مذاب استوکیومتری رشد داده شوند. رسانایی گرمایی پایین نیز بر روی انتقال گرمای نهان آزاد شده در حین فرایند کریستالیزاسیون مؤثر است. این مسئله بر روی پایداری سطح مشترک اثر می‌گذارد و آن را کاهش می‌دهد. همچنین موجب افزایش عیوب، ناخالصی‌ها و جدایش فازی می‌شود. مشکلات گفته شده در اینجا، از ناهمخوانی بین پیش‌بینی‌های تئوری و داده‌های تجربی مربوط به رفتار نامتجانس و خواص رسوبی پروسکایت برای سیستم محلول جامد MPB نشات می‌گیرد که به PT مربوط به می‌شود.
علاوه بر این، استحاله‌های فازی حالت جامد معمولاً در هنگام سرد کردن تا دمای محیط رخ می‌دهد و منجر به پدید آمدن دوقلویی‌ها و ترک‌هایی می‌شود. علاوه بر این، رشد کریستال‌های مواد سربدار در دماهای بالا دارای موانع عملی بیشتری نیز هست. یکی از این موانع عبات است از:
خوردگی مواد مورد استفاده در ظرف محتوی مذاب (بوته‌های پلاتینی). معمولاً بوته‌های پلاتینی به وسیلهٔ مذاب‌های مواد سربدار در دماهای بالاتر از۱۳۰۰ درجه سانتی گراد مورد حمله قرار می‌گیرند و این مسئله منجر به نشات مواد مذاب می‌شود. فراریت بالای اکسید سرب سمی از مذاب در دماهای بالا
مشکلات مربوط به کنترل میزان هموژن بودن سیستم‌های چند جزئی به دلیل جدایش ترکیب
مشکلات حیاتی برشمرده شده در بالا، موجب می‌شود تا رشد کریستال‌های PMN-PT برای تجاری شدن چالش قابل توجهی را پیش رو داشته باشند.

### رشد کریستال‌های PMN-PT با استفاده از روش بریجمن-استوکبرگر
PMN-PT یک محلول جامد دوتایی از سرب منیزیم نیوبات (PMN) و سرب تیتانات (PT) است. این ماده را می‌توان با فرمول زیر نشان داد:
{\displaystyle (1-x)[Pb(Mg_{(}1/3)Nb_{(}1/3))O_{3}]-x[PbTiO_{3}]}
PTدارای ساختار پروسکایت ({\displaystyle ABO_{3}}) و یک MPB می‌باشد که این ساختار از رمبوهدرال به تتراگونال تبدیل شده‌است. برای به دست آوردن نمونه‌های کریستال، رشد از حالت محلول (فلاکس) در دمای بالا به عنوان یک روش متداول به‌طور گسترده برای انواع مختلفی از ترکیبات اکسیدی مانند مواد فروالکتریک رلاکسور پروسکایتی، مورد استفاده قرار می‌گیرد. در دههٔ ۱۹۹۰، کریستال‌های با اندازهٔ میلی‌متری از جنس PMN-PT از محلول‌های با دمای بالا و ترکیبی از اکسید سرب و اکسید بور به عنوان فلاکس تولید شدند. اخیراً کریستال‌های PMN-PT با اندازهٔ یک اینچ و با کیفیت بهبود یافته به‌طور موفقیت‌آمیز و با استفاده از روش رشد فلاکس تولید شده‌اند. به هر حال، نرخ رشد و اندازهٔ کریستال‌ها در روش‌های رشد کریستالی اشاره شده در بالا، محدود هستند و برای تولید تجاری مفید نمی‌باشند. برای فایق آمدن بر مشکل تبخیر اجزای فرار مذاب مانند سرب اکسید، رشد کریستال PMN-PT تحت فشار بالا (فشار ۸۰ اتمسفر و در آن آرگون به علاوهٔ ۱٪ اکسیژن) با استفاده از کورهٔ بریجمن عمودی انجام می‌شود. این مورد تأیید قرار گرفته‌است که با این روش، تبخیر سرب به‌طور قابل توجهی کاهش یافته‌است اما کیفیت کریستال حاصله به دلیل ورود حفرات و ناخالصی‌های غنی از Mg-Si-O کاهش می‌یابد. یک از دلایل آن این است که فشار بالا بر روی فرایند دینامیک سطح مشترک این ماده اثر می‌گذارد و منجر می‌شود تا فوق سرد شدن ساختاری اتفاق افتد (constitutional Super cooling)
این به خوبی فهمیده شده‌است که مطمئن‌ترین و اقتصادی‌ترین روش برای رشد کریستال‌های با کیفیت بالا برای این ماده، روش بریجمن – استوک برگر (Bridgman – Stockbarger) است. این روش در واقع سرد کردن طبیعی مذاب این ماده بدون استفاده از فلاکس می‌باشد: یک شمش مذاب به‌طور تدریجی از انتهای یکی به انتهای دیگری کریستالیزه می‌شود. به هرحال، رشد مذاب استوکیومتری تک کریستال مواد فروالکتریک رلاکسور پروسکایتی تنها برای سیستم‌هایی مناسب است که معیارهای زیر را داشته باشند:
این سیستم باید به‌طور متجانس ذوب شود ویا
در دیاگرام فازی ترکیب شیمیایی، باید یک پنجره وجود داشته باشد که در آن پروسکایت به عنوان فاز اولیه بتواند به‌طور مستقیم از مذاب تشکیل شود (نه فاز پیروکلر که دارای ترکیب شیمیایی مشابه با پروسکایت است). بیشتر سیستم‌های MPB شناخته شده مربوط به PT دارای ذوب نامتجانس هستند و بنابراین، هیچ پنجره‌ای در دیاگرام‌های فازی وجود ندارد که در آن فاز پروسکایت اول کریستاله شود. به عنوان یک نتیجه، این کریستال‌های پروسکایت، نمی‌توانند از مذاب استوکیومتری رشد داده شود. فلاکس یا عوامل معدنی باید برای رشد کریستال مورد استفاده قرار گیرند تا از ایجاد سطح مشترک در مکان‌های وجود جوانه زاهای ناخواسته از جنس فازهای غیر پروسکایتی، جلوگیری شود.
مذاب‌های PMN پروسکایتی به‌طور متجانس در دمای۱۳۲۰ درجه سانتی گراد و PT پروسکایتی در دمای۱۲۸۰ درجه سانتی گراد به‌طور متجانس ذوب می‌شوند؛ بنابراین، هر دو ترکیب انتهایی سیستم دوتایی PMN-PT، فازهای پروسکایت با ذوب متجانس هستند. این مسئله بر این دلالت دارد که PMN-PT به احتمال بیشتری نسبت به سایر محلول‌های جامد دوتایی MPB مانند PZN-PT (دارای ذوب غیر متجانس)، فاز پروسکایت تشکیل می‌دهد نه فاز پیروکلر نامناسب. از زمان اولین گزارش تجربی در مورد رشد کریستال‌های با کیفیت بالای PMN-PT از مذاب استوکیومتری (بدون فلاکس و در داخل یک بوتهٔ پلاتینی) با استفاده از کورهٔ بریجمن اصلاح شده، در سال ۱۹۹۷، تلاش‌های زیادی بر روی رشد کریستال‌های PMN-PT از حالت مذاب، انجام شده‌است. به هر حال، جدایش‌های فازی نامطلوب غیرقابل اجتناب بود. در حال حاضر، کریستال‌های PMN-PT با اندازهٔ قطر ۷۵ و طول ۲۰۰ میلی‌متر، که با جوانه‌های با جهت کریستالی <۰۰۱>، رشد داده شده‌اند (وزن این کریستال‌ها در حدود ۶ کیلوگرم است)، به صورت تجاری با استفاده از روش بریجمن عمودی با بوته‌های چندگانه، ساخته می‌شوند.